# E-beratungsjournal
Das e-beratungsjournal ist eine wissenschaftliche Fachzeitschrift für Online-Beratung und computervermittelte Kommunikation. Das Journal versteht sich als Beitrag zur Open-Access-Initiative, d. h. alle Artikel sind im Volltext frei und kostenlos verfügbar.

## Geschichte
Das Journal wurde 2005 von Gerhard Hintenberger und Stefan Kühne in Wien gegründet.
Das e-beratungsjournal befasst sich mit den Themen Onlineberatung und Computervermittelte Kommunikation (CvK) sowie mit allen Bereichen der Virtualität. Die Fachzeitschrift erscheint in zwei Ausgaben pro Jahr als Online-Journal und ist im Directory of Open Access Journals und in der Elektronischen Zeitschriftenbibliothek EZB gelistet. Alle Artikel sind frei und kostenlos über die Homepage verfügbar, per Newsletter werden die Ausgaben bei Erscheinen verschickt. Die Redaktion des e-beratungsjournals wird von einem wissenschaftlichen Beirat unterstützt, alle Artikel werden zudem vor der Veröffentlichung einem Peer-Review unterzogen.
Jede Ausgabe widmet sich einem thematischen Schwerpunkt, der durch Grundlagenartikel, Praxisberichte und Rezensionen zu aktueller Literatur ergänzt wird. Zusätzlich werden unveröffentlichte Arbeiten aus Universitäten und Fachhochschulen veröffentlicht (bis 2/2012). Seit der Ausgabe Oktober 2012 gibt es keine thematischen Schwerpunkte mehr.

## Schwerpunkt-Themen
- Felder von Online-Beratung (1/2005)
- Qualitätskriterien und Qualitätsmanagement in der Online-Beratung (1/2006)
- Methodik der Online-Beratung (2/2006)
- Inszenierungen (1/2007)
- Sprachbilder – Bildersprache (2/2007)
- Zwischen den Zeilen (1/2008)
- Forschung@online (2/2008)
- Besondere Anwendungsgebiete der Onlineberatung (1/2009)
- Onlineberatung im internationalen Vergleich (2/2009)
- Onlineberatung mit Kindern und Jugendlichen (1/2010)
- Kommunikation auf Distanz – die historische Perspektive (2/2010)
- Soziale Netzwerke, Web 2.0 und die Architektur virtueller Beratungsräume (1/2011)
- Onlineberatung – aktuelle Entwicklungen und Berichte (2/2011)
- Rechtliche Rahmenbedingungen in der Onlineberatung (1/2012)

(seit der Ausgabe 2/2012 gibt es keine themenbezogenen Call for Papers mehr)